# Бурчалкин, Лев Дмитриевич
Лев Дми́триевич Бурча́лкин (9 января 1939, Ленинград — 7 сентября 2004, Санкт-Петербург) — советский футболист, нападающий, советский и российский тренер. Мастер спорта (1961), заслуженный тренер России.

## Карьера

### Клубная
Летом 1952 года в возрасте 13 лет был зачислен в детскую команду СК «Большевик». Занимался футболом под руководством тренеров Бориса Левина-Когана, Владимира Кускова, Бориса Орешкина. Первоначально играл на позиции центрального защитника.
В начале 1957 года по итогам предсезонного сбора «Зенита» получил приглашение в дублирующий состав команды, где стал выступать уже в амплуа нападающего. В чемпионате СССР дебютировал 15 сентября 1957 года в домашнем матче против «Динамо» Киев.
Зимой играл в хоккей за «Кировец», входил в сборные Ленинграда.
Из-за цвета волос был известен под прозвищем «Рыжий», среди журналистов носил прозвище «Выручалкин», так как часто забивал решающие голы. Например, в 1963 году стал автором шести победных голов, всего на его счету 24 победных гола, ещё 10 принесли команде ничью.
Небольшого роста, гармонично сложенный, техничный, удачно действовал в дриблинге и в подыгрыше.
Получал предложения перейти в киевское «Динамо», из-за «поселившегося» в его квартире наряда из ЦСКА был вынужден перейти на нелегальное положение и стать студентом машиностроительного техникума с целью получения отсрочки от армии, но всю карьеру провёл в «Зените».
Первый гол забил 26 октября 1957 года в своём четвёртом матче куйбышевским «Крыльям Советов». Самым памятным считал гол, забитый с 25-30 метров в «девятку» Льву Яшину в матче 14 июля 1958 года «Динамо» Москва — «Зенит» 1:4.
С приходом в команду в 1961 году Евгения Елисеева стал одним из лидеров, получил капитанскую повязку.
В 1967 году при тренере Аркадии Алове «Зенит» выступал неудачно, Бурчалкина летом на два месяца отправили «лечиться» в санаторий. По окончании сезона ему предложили перейти в полтавский «Колос», но новый тренер «Зенита» Артём Фальян уговорил Бурчалкина остаться.
При тренере Евгении Горянском в начале 1970-х стал играть в полузащите. Летом 1972 года у Бурчалкина возник острый конфликт с Горянским, тренер решил расстаться с игроком. Однако руководство ленинградского футбола потребовало дать возможность Бурчалкину сыграть свой юбилейный, 400-й матч в чемпионате. 8 сентября 1972 года в возрасте 33 лёт Бурчалкин провёл 400-й матч, в котором забил свой 78-й гол (впоследствии подсчёты статистиков показали, что эта игра на самом деле была 402-й). Эта игра стала для него последней, хотя по собственному признанию он мог бы отыграть ещё 2-3 года.
Всего за «Зенит» в чемпионате провёл 16 сезонов, в каждом из которых забивал хотя бы один гол. В Кубке СССР сыграл 21 игру, забил 4 мяча.

### В сборной
20 мая 1964 года провёл единственную игру в составе национальной команды СССР против Уругвая (1:0).
В мае-июне 1964 года сыграл два матча за олимпийскую сборную СССР. В отборочных решающих играх к Олимпийским играм 1964 против сборной ГДР заменял на левом фланге атаки травмированного капитана команды Валерия Лобановского. Оба матча закончились вничью 1:1. В решающей игре на нейтральном поле тренер Вячеслав Соловьёв выставил вместо Бурчалкина Валерия Фадеева, и команда СССР проиграла 1:4.

## Тренерская
В 1973—1976 годах тренировал владивостокский «Луч». Под его руководством клуб занимал 8-е, 4-е, 3-е и 5-е места в своей зоне второй лиги.
После окончания Высшей школы тренеров работал государственным тренером сборных команд по Ленинграду. В 1977 году — начальник команды «Динамо» Ленинград. Был ответственным за проведение футбольного отборочного турнира ленинградской группы Олимпийских игр 1980. Через год ему предложили возглавить сборную Венесуэлы, но из-за того, что тренируя «Луч», Бурчалкин был закреплён за оборонным предприятием «Эра», ему было запрещёно выезжать за границу в течение пяти лет. Аналогичная ситуация сложилась на следующий год, когда появилась возможность работать на Сейшельских островах.
Позже Бурчалкин работал на Мальдивских островах, где вначале тренировал юношеские команды привилегированных школ, а позже стал главным тренером команды «Виктори», которую содержал рентгенолог Владимир Бондаренко. После Бурчалкина тренером команды стал Виктор Носов.
В конце 1987 года Бурчалкин по приглашению Станислава Завидонова вошёл в тренерский штаб «Зенита», где работал 1,5 года. С июня 1989 по май 1990 был директором спортивной школы на Невском заводе. С сентября 1990 по 1991 год — главный тренер карагандинского «Шахтёра».
В 1992 году снова возглавлял «Луч», под его руководством клуб вышел в Высшую лигу. В 1993 году стал главным тренером клуба «Космос-Кировец», а после снятия команды в середине сезона, возглавил петербургский «Локомотив». В сезоне-1995 вновь тренировал «Луч».
В 1996—1997 годах работал тренером «Зенита» в штабе Павла Садырина. В 1998—2000 и 2002 годах — главный тренер «Зенита-2», в числе подопечных Бурчалкина были будущие лидеры «Зенита» и сборной России — Андрей Аршавин и Вячеслав Малафеев. В 2001 — главный тренер клуба «Псков-2000».
Скончался после продолжительной болезни 7 сентября 2004 года. В сентябре 2006 года на Серафимовском кладбище на могиле Бурчалкина был открыт памятник.
С 2016 года в Санкт-Петербурге проводится ежегодный международный детско-юношеский турнир по футболу на Кубок Льва Бурчалкина.

## Статистика
| Сезон | Лига | Лига | Кубки | Кубки | Итого | Итого |
| Сезон | Игры | Голы | Игры  | Голы  | Игры  | Голы  |
| ----- | ---- | ---- | ----- | ----- | ----- | ----- |
| 1957  | 5    | 1    | 1     | 0     | 6     | 1     |
| 1958  | 10   | 3    | 0     | 0     | 10    | 3     |
| 1959  | 16   | 2    | 1     | 0     | 17    | 2     |
| 1960  | 19   | 1    | 0     | 0     | 19    | 1     |
| 1961  | 31   | 11   | 5     | 1     | 36    | 12    |
| 1962  | 29   | 12   | 0     | 0     | 29    | 12    |
| 1963  | 38   | 10   | 0     | 0     | 38    | 10    |
| 1964  | 32   | 4    | 1     | 0     | 33    | 5     |
| 1965  | 32   | 8    | 1     | 1     | 33    | 9     |
| 1966  | 34   | 5    | 3     | 0     | 37    | 5     |
| 1967  | 25   | 3    | 0     | 0     | 25    | 3     |
| 1968  | 37   | 3    | 1     | 0     | 38    | 3     |
| 1969  | 32   | 6    | 0     | 0     | 32    | 6     |
| 1970  | 25   | 4    | 4     | 1     | 29    | 5     |
| 1971  | 27   | 4    | 4     | 1     | 31    | 5     |
| 1972  | 10   | 1    | 0     | 0     | 10    | 1     |
| Всего | 402  | 78   | 21    | 4     | 423   | 82    |

## Награды
- Медаль ордена «За заслуги перед Отечеством» II степени (4 сентября 1997) — за заслуги перед государством, большой вклад в развитие физической культуры и спорта и в связи со 100-летием отечественного футбола[7]